# Höllen
Höllen ist ein Ortsteil der Gemeinde Titz im Kreis Düren, Nordrhein-Westfalen. Er liegt direkt südlich von Rödingen und westlich von Bettenhoven, die nächsten größeren Orte sind Bedburg und Jülich, jeweils rund 8 km entfernt.

## Geschichte
Bis zur kommunalen Neugliederung am 1. Januar 1972 und der damit verbundenen Eingemeindung nach Titz war Rödingen mit Bettenhoven, Kalrath und Höllen eine eigenständige Gemeinde im Amtsbezirk Titz.

### Ortsname
Im Jahre 1588 wird erstmals die Kapelle „zur Hellen“ als Gasthaus Kapelle der Mutterkirche Rödingen genannt. Der alte Name des Ortes und der Kapelle ist also „zur Hellen“, woraus nach Wegfall von „zur“ das heutige „Höllen“ entstanden ist. „Zur Hellen“ könnte „zum Versteck“ (im Walde) bedeuten. Dann läge das zur Wurzel „hel-verbergen“ gehörende mittelhochdeutsche „helle Versteck“ zu Grunde, aus dem der christliche Begriff „Hölle“ als Verbörgnis für die Verdammten entstand.

### Mühle
Bis 1957 wurde die Höllener Mühle, eine Bockwindmühle, betrieben. Sie war seit 1822 nachweisbar. In der Nacht vom 22. auf den 23. März 1982 brannte sie, vom Blitz getroffen, völlig nieder und wurde nicht wieder aufgebaut.

## Politik
Rödingen, Bettenhoven und Höllen haben einen gemeinsamen Ortsvorsteher.

## Kapelle

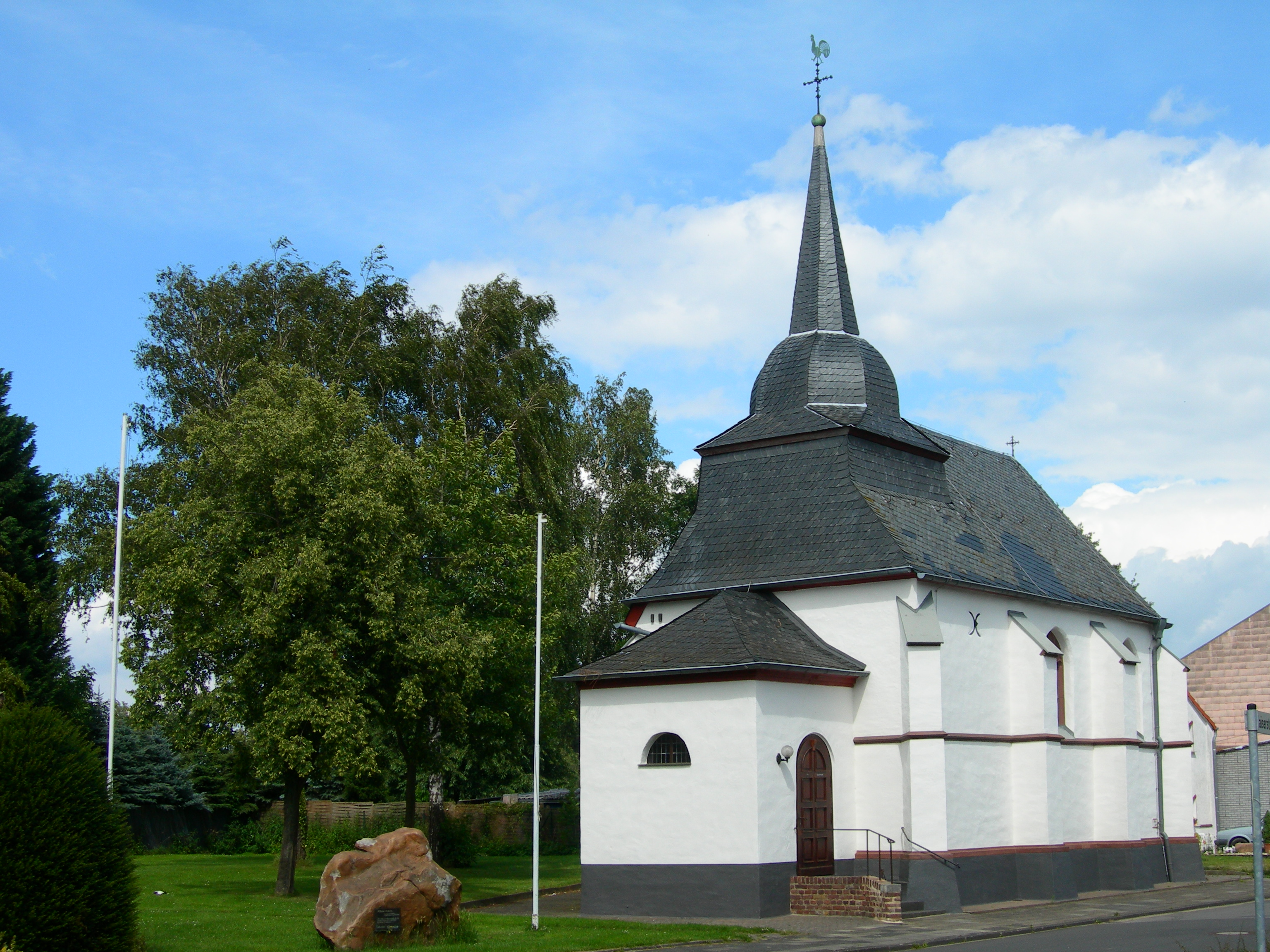
Die St.-Katharina-Kapelle in Rödingen-Höllen

Die römisch-katholische Kapelle St. Katharina in Höllen ist unter Nummer 27 in die Denkmalliste der Gemeinde Titz eingetragen.

## Vereine
- Denkmalverein Höllen-Bettenhoven e. V.
- Turnverein 1913 Eintracht Höllen e. V.
- Motorsportclub Höllen

## Infrastruktur

### Verkehr
Die Bundesstraße 55 verläuft südlich von Höllen und führt zur Anschlussstelle Jülich-Ost der Bundesautobahn 44 und zur Anschlussstelle Bergheim der Bundesautobahn 61.
Den ÖPNV stellt Rurtalbus durch die AVV-Buslinie 284 und ein Anrufsammeltaxi sicher. Bis zum 31. Dezember 2019 wurde diese Buslinie vom BVR Busverkehr Rheinland bedient.
| Linie | Verlauf |
| ----- | --- |
| 284   | (Jülich Schulzentrum – Walramplatz – Neues Rathaus →) Jülich Bf/ZOB – Stetternich – Welldorf – Güsten – Höllen – Rödingen – Kalrath – Ameln – Titz – (Opherten – Mündt –) Jackerath |
| AST   | AnrufSammelTaxi: Mo–Fr abends, Sa nachmittags/abends, So Jülich Bf/ZOB – Jülich Innenstadt – Lich-Steinstraß / Stetternich – Pattern / Welldorf – Mersch / Serrest / Güsten – Hompesch / Sevenich / Höllen – Müntz / Spiel / Rödingen / Bettenhoven – Ameln / Hasselsweiler / Ralshoven – Gevelsdorf / Kalrath – Titz – Mündt / Opherten – Jackerath |

Höllen ist am Radverkehrsnetz NRW angeschlossen und weist einen Knotenpunkt auf. Der Radwanderweg Wasserburgen-Route verläuft von Rödingen kommend zur Sophienhöhe.

### LVR-Amt für Bodendenkmalpflege im Rheinland
In Höllen befindet sich in einem ehemaligen Bauernhof die Außenstelle des Rheinischen Amtes für Bodendenkmalpflege des Landschaftsverbands Rheinland. Im Außengelände wurde eine Siedlung aus der Zeit der bandkeramischen Kultur rekonstruiert. Die Außenstelle organisiert jährlich einen Tag der offenen Tür, den Tag der Archäologie, und bietet kostenlose Führungen zu archäologisch oder geologisch interessanten Funden im nahegelegenen Braunkohleabbaugebiet an.